# Coligny (priimek)
Coligny je priimek več oseb:
- Gaspard de Coligny, francoski general
- Gaspard II. de Coligny, francoski admiral